# Wielersport op de Middellandse Zeespelen 1983
Wielersport is een van de sporten die beoefend werden tijdens de Middellandse Zeespelen 1983 in Casablanca, Marokko. In totaal waren er vijf onderdelen, twee hiervan op de weg: één wegwedstrijd en tijdrit. De andere drie onderdelen vonden plaats op de baan; een individuele achtervolging, sprint en één enkele kilometer. Tijdens deze editie behaalde Bojan Ropret als eerste Joegoslavische renner een gouden medaille in het wielrennen op de Middellandse Zeespelen.

## Uitslagen

### Weg
| Event   | Goud         | Zilver                 | Brons              |
| ------- | ------------ | ---------------------- | ------------------ |
| Wegrit  | Bojan Ropret | Kanellos Kanellopoulos | Francesco Cesarini |
| Tijdrit | Italië       | Joegoslavië            | Frankrijk          |

### Baan
| Event                     | Goud             | Zilver             | Brons         |
| ------------------------- | ---------------- | ------------------ | ------------- |
| Individuele achtervolging | Maurizio Colombo | Gianpaolo Grisandi | Didier Garcia |
| Sprint                    | Gabriele Sella   | Philippe Boyer     | Franck Depine |
| Kilometer                 | Stefano Boudino  | Philippe Boyer     | Farouk Hamza  |

## Medaillespiegel
| Plaats | Land        | Goud | Zilver | Brons | Totaal |
| 1      | Italië      | 4    | 1      | 1     | 6      |
| 2      | Joegoslavië | 1    | 1      | 0     | 2      |
| 3      | Frankrijk   | 0    | 2      | 3     | 5      |
| 4      | Griekenland | 0    | 1      | 0     | 1      |
| 5      | Algerije    | 0    | 0      | 1     | 1      |
| Totaal | Totaal      | 5    | 5      | 5     | 15     |

1955 · 1959 · 1963 · 1967 · 1971 · 1975 · 1979 · 1983 · 1987 · 1991 · 1993 · 1997 · 2001 · 2005 · 2009 · 2013 · 2018 · 2022
Atletiek · Basketbal · Boksen · Gewichtheffen · Golf (demonstratie) · Gymnastiek · Handbal · Judo · Paardensport · Rugby · Schermen · Schoonspringen · Tennis · Voetbal · Volleybal · Waterpolo · Wielersport · Worstelen · Zeilen · Zwemmen